# Минское реальное училище
Минское реальное училище — среднее учебное заведение Российской империи, находившееся в Минске.

## История
Училище было торжественно открыто 1 июля 1880 года. В нём было несколько кабинетов — естественно-исторический, механический, физический, рисовальный и другие; были также библиотека и лаборатория.
Известно, что в 1900—1911 годах директором училища был отец В. И. Самойло, Иван Иванович Самойло; в 1913 году — И. В. Попов. Законоучителем в 1893—1905 годах был протоиерей Юрашкевич.
Здание училища, построенное по проекту минского губернского архитектора К. А. Введенского, находилось на углу улиц Захарьевской и Полицейской (ныне пересечение проспекта Независимости и улицы Янки Купалы). Большое внимание уделялось физической культуре — в начале XX века специально для занятий гимнастикой было построено ещё одно здание.
После революции 1917 года училище прекратило свое существование. В конце 1920-х годов в здании бывшего училища, по адресу Советская, 107, размещался Минский государственный белорусский педагогический техникум имени Всеволода Игнатовского. Во время войны здание не было разрушено, однако теперь на этом месте — проезжая часть.

## Выпускники
Выпускники училища продолжали свое образование в Московском, Петербургском, Харьковском технологических, а также Рижском политехническом институтах. В числе выпускников училища: В. И. Баньковский, И. Б. Берхин, Ш. Х. Левин (1886), П. С. Максимович, П. С. Махров, А. С. Аксамитный (1902), И. Л. Фрейдин, М. В. Шидловский, И. А. Лойко (1911), И. М. Перельман (1912?), И. И. Рейнгольд (1916); учился Б. В. Платонов и Ф. С. Шинклер.